# Greg Nwokolo
Greg Nwokolo (* 3. Januar 1986 in Onitsha, Nigeria), mit vollständigen Namen Greg Junior Nwokolo, ist ein indonesisch-nigerianischer Fußballspieler.

## Karriere

### Verein
Greg Nwokolo stand von Juli 2003 bis Dezember 2003 beim singapurischen Verein Tampines Rovers unter Vertrag. 2004 wechselte er zu den Young Lions. Die Mannschaft wurde im Jahr 2002 ins Leben gerufen und nimmt seitdem an der Singapore Premier League teil. Hier wird den jungen U23-Nationalspielern und auch Perspektivspielern die Möglichkeit gegeben, mehr Spielpraxis in der ersten Liga zu verschaffen. Im Januar 2004 ging er nach Indonesien, wo er sich Persijatim Solo anschloss. Nach einem halben Jahr wechselte er im Januar 2005 wieder nach Singapur und schloss sich dem Singapore Armed Forces SA an. Von Januar 2006 bis Juli 2009 spielte er für die indonesischen Vereine PSIS Semarang, PSMS Medan, Persijatim Solo und Persija Jakarta. Im August 2009 zog es ihn nach Europa. Hier unterschrieb er in Portugal einen Vertrag beim SC Olhanense. Der Verein aus Olhão spielte in der ersten portugiesischen Liga, der Primeira Liga. Nach 13 Erstligaspielen kehrte er im Juni 2010 nach Indonesien zurück. Hier nahm ihn sein ehemaliger Verein Persija Jakarta aus Jakarta wieder unter Vertrag. Im Juli 2011 verpflichtete ihn der ebenfalls in Jakarta beheimatete Pelita Jaya FC. Die Hinserie 2012 wurde er an den thailändischen Klub Chiangrai United ausgeliehen. Mit dem Verein aus Chiangrai spielte er neunmal in der ersten Liga, der Thai Premier League. Von Juli 2012 bis Juli 2015 spielte er wieder in Indonesien. Hier lief er für die Vereine Arema International, Surabaya United und wieder für Persija Jakarta auf. Im Juli 2015 wechselte er wieder für ein Jahr nach Thailand. Hier spielte er für den Erstligisten BEC Tero Sasana FC aus der Hauptstadt Bangkok 19-mal in der ersten Liga. Von Mai 2016 bis Juli 2016 war er vertrags- und vereinslos. Persipura Jayapura aus Jayapura nahm ihn am 1. August 2016 für zwei Monate unter Vertrag. Über die Station Persija Jakarta unterschrieb er am 1. Januar 2017 einen Vertrag bei Madura United. Hier bestritt er bis Mitte September 2020 75 Erstligaspiele in der Liga 1.
Seit 17. September 2020 ist er vertrags- und vereinslos.

### Nationalmannschaft
Greg Nwokolo spielt seit 2013 für die indonesische Nationalmannschaft. Bisher kam er achtmal zum Einsatz.